# Flughafen Devau

i7
i11
i13

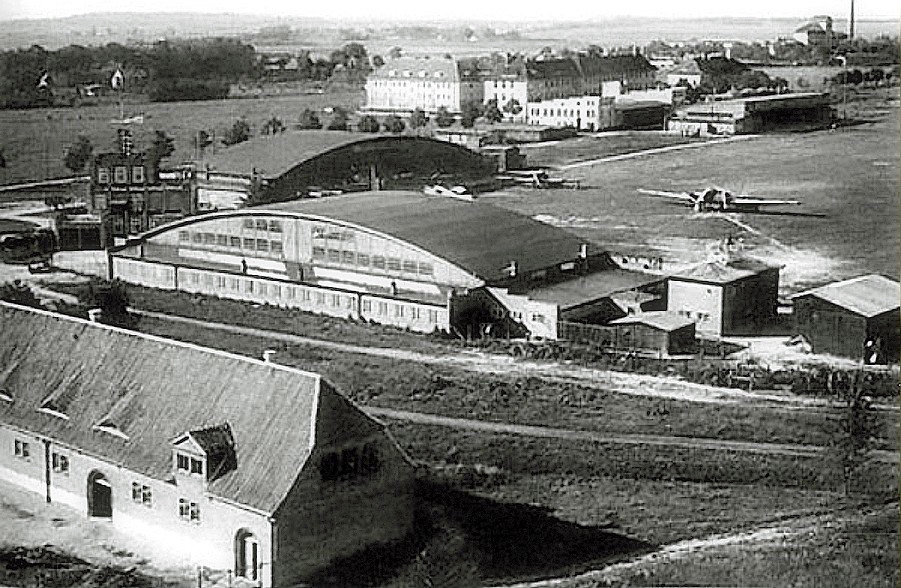
Flughafen Devau um 1930

Der Flughafen Devau bei Königsberg (Ostpreußen) war einer der frühen Verkehrsflughäfen der Welt und der erste nicht militärische Flughafen Deutschlands. Eingerichtet 1920, erhielt er 1922/23 ein vom Königsberger Architekten Hanns Hopp entworfenes Flughafengebäude. Seit dem Ausbau des Flughafens Kaliningrad bei Chrabrowo (Powunden) zum Verkehrsflughafen im dritten Viertel des 20. Jahrhunderts wird er nur noch von Sportfliegern benutzt. Die Reste des ehemaligen Verwaltungsgebäudes nutzt der Kaliningrader Sportfliegerklub.

## Name
Der Name Devau leitet sich vom prußischen „deywis“ (Gott) ab und weist auf eine alte heidnische Kultstätte hin.

## Lage
Der Flughafen ist nach dem Ort Devau, heute Rischskoje (Рижское), benannt. Er liegt 2,5 km nordöstlich von Königsberg an der früheren Labiauer Straße, heute Juri-Gagarin-Straße (Ул. Юрия Гагарина / Uliza Jurija Gagarina), welche die Ausfallstraße von Königsberg (Kaliningrad) in Richtung Labiau, heute Polessk (Полесск), und Tilsit, heute Sowjetsk (Советск), ist.
Devau oder Dewau war ein Stadtteil von Königsberg. Das Dorf lag außerhalb des Walles nordöstlich der Königsberger Stadtteile Sackheim und Kalthof.
Lage und sonstige Angaben aus „Nachrichten für Luftfahrer (NfL)“:
„Nachrichten für Luftfahrer, herausgegeben vom Reichsverkehrsministerium (Abteilung für Luft- und Kraftfahrwesen) Jahrgang 4, Nr. 10, Berlin 11. März 1923 – Flughafen Königsberg-Devau“
Lage: 54°43' N – 20° 36' O, 23 m ü. M., 2,5 km nordöstlich Königsberg.
Fläche: 1500 × 1000 m, ebener fester Boden, glatte Grasnarbe, ständig trocken.
Umgelände: ebener Exerzierplatz. Ein Teil des Geländes ist zwecks Grasnutzung verpachtet.
Nord- und Westseite: Drahtzaun, Kasernen, Schuppen, Ställe.
Ansteuerungspunkte: große dreimastige FL-Anlage 1 km südwestlich des Platzes, nordwestlich am Platz ehemalige Kaserne mit Türmchen. Landezeichen liegt ständig aus.
Anlage: 1 neue Halle aus Eisenkonstruktion für 12–15 Flugzeuge, 24 × 22 m, 2 Tore mit je 27 m Spannweite. Werkstätten der Luftverkehrsgesellschaften (Deruluft und Junkers) in festen Anbauten an der Halle, ferner Werkstätten der Devauer Automobilgesellschaft am Platze. 2 Betriebsstoffbehälter (Martini und Heineke) für 7500 Liter.
Sanitätswache, Verwaltung und Auskünfte: Luftverkehrsbüro Meyhöfer, Flughafen Devau, Fernsprecher 1856.
Empfangsantenne der Landeswetterwarte im Verwaltungsgebäude. FL-Station in der Stadt.
Unweit des Flughafens lag der Kleinbahnhof Devau der 1900 eingeweihten Königsberger Kleinbahn (KKB) nach Schaaksvitte, heute Kaschirskoje (Каширское) und Possindern, heute Roschtschino (Рощино). Von Kleinbahnhof und Kleinbahn existieren in Devau keine Spuren mehr.

## Geschichte

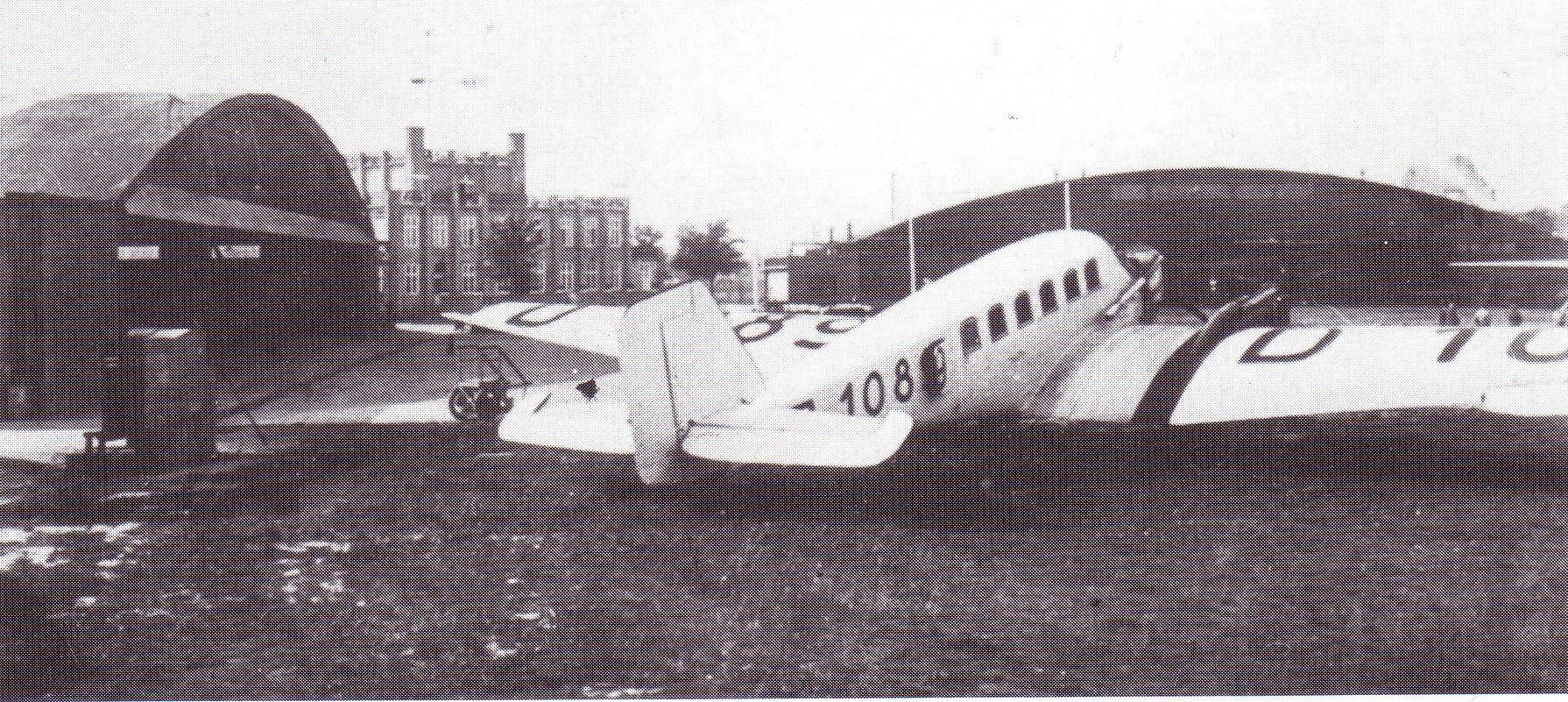
Flughafen Devau (1929)

Dewau war ein auf einem Berg gelegener Königlicher Erbpachtskrug „nebst einigen Gärtnerhäusern, welche auch die Bleichhäuser genannt werden“. Das kleine Dorf hatte sechs Feuerstellen (Haushalte) und gehörte 1785 zum landrätlichen Kris Schaaken. Die Bewohner waren in die Alt Roßgärt’sche Kirche zu Königsberg eingepfarrt. Westlich von Devau befand sich die Siedlung Borkenhof, nordwestlich die Ziegelei und der III. Sackheimer Friedhof.
Die schöne Aussicht vom Berg, an dessen Fuß sich ein großer Teich befand, machte diese Gastwirtschaft und das Dorf zu einem beliebten Ausflugsziel, zumal einer der Besitzer einen Terrassengarten angelegt hatte. Devau war wie Kalthof immer militärisch geprägt und mit Kasernen bebaut. Devauer Platz hieß das „Revuefeld“ im Vorwerk Kalthof. Es war der älteste Übungsplatz der preußischen Armee, wo 1740 auch die Huldigungsfeierlichkeiten für den König stattfanden. Devau und der „Große Exerzierplatz“ wurden erst 1914 in Königsberg eingemeindet. Auf diesem Platz fand 1910 die Kaiserparade statt.
Die 1910 gegründete „Brauerei Ostmark“ wird heute wieder unter diesem Namen von einer russisch-amerikanischen Investorengruppe geführt. Hier wird auch das früher bekannte Ponarther Bier gebraut und den Gästen als „deutsches Bier“ angeboten.
Bereits während des Ersten Weltkrieges existierte in der Garnison Königsberg eine Flieger-Beobachter-Schule (kurz FBS). Als erster ziviler Flughafen Deutschlands wurde Devau von 1919 bis 1921 angelegt; das ursprüngliche Empfangsgebäude entstand 1922/1923 nach Entwürfen des Königsberger Architekten Hanns Hopp. Am 30. April 1922 wurde die Fluglinie Königsberg–Riga–Moskau eröffnet, die erste internationale Linienflugverbindung Sowjetrusslands. Die Flüge wurden von der deutsch-russischen Fluggesellschaft Deruluft durchgeführt. Am 24. August 1930 kam das neue Luftschiff Graf Zeppelin nach Devau.
1931 wurde der Flughafen Devau Zollflughafen I. Ordnung und 1938 auch Industrieflughafen der Deutschen Luft Hansa (DLH) mit DLH-Werkstätten.
1939 wurde Devau von 1173 Flugzeugen angeflogen.

## Architektur

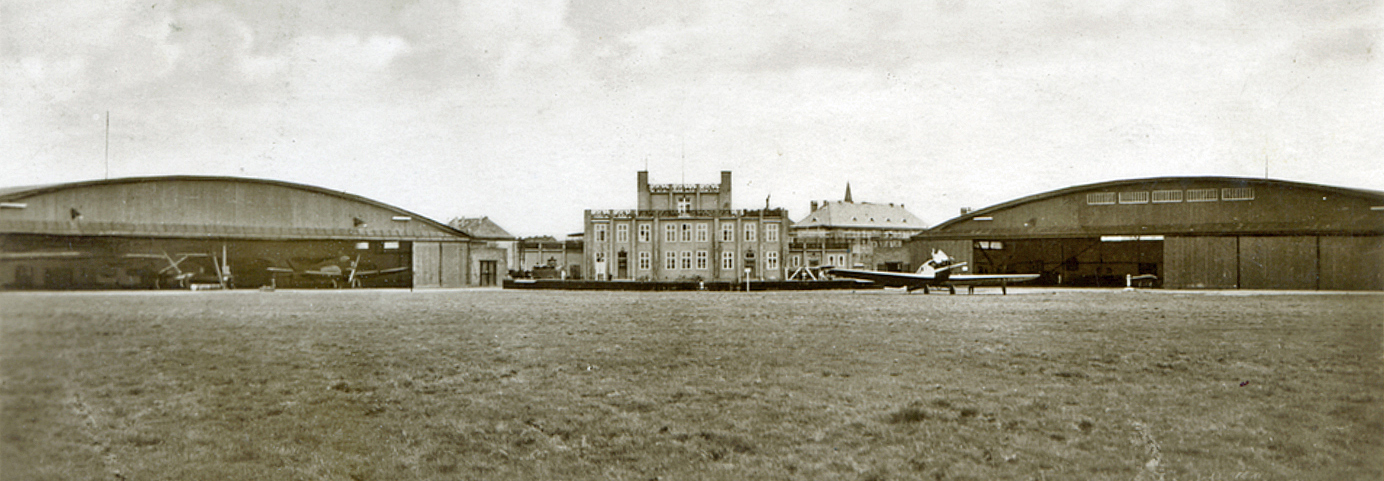
Flugplatz Königsberg-Devau – Silhouette „eines abflugbereiten Vogels“ (1922)

Der neue Flughafen benötigte Gebäude für die Abfertigung der Passagiere und die Unterbringung von Flugzeugen. Der Architekt Hanns Hopp, damals angestellt beim Königsberger Meßamt, erhielt den Auftrag zum Entwurf. Das dreigeschossige Empfangsgebäude setzte er in eine Ecke des Flugfeldes. Hier brachte er die Verkehrs- und Schalterhalle, den Wartesaal, den Zoll, ein Reisebüro, Büros der Fluggesellschaften und Garagen unter, außerdem eine Messstation der Landeswetterwarte und eine Telegraphenstation. Er flankierte das Empfangsgebäude beidseitig mit Flugzeughallen für 20 Flugzeuge. Die Hallen waren mit einem segmentbogenförmigen Dach überspannt. Weil die Bauaufgabe „Flughafengebäude“ völlig neu war, konnte Hopp auf keinerlei Vorbilder zurückgreifen. Wie es in dieser expressionistischen Phase der Architektur in den frühen 1920er Jahren bei vielen Architekten zu beobachten war, ließ sich Hopp von der Idee leiten, mit den Gebäuden ein prägnantes, zum Anlass passendes Bild zu schaffen. Es ist also kein Zufall, dass der Gesamtkomplex an „einen abflugbereiten Vogel“ erinnerte, wobei das Empfangsgebäude für den Vogelkörper stand und die beiden aufgewölbten Hallendächer für die ausgebreiteten Schwingen. Als weiteres Detail, das sich auf das Thema „Luftfahrt“ bezog, setzte Hopp in die Brüstungen der begehbaren Dächer des Empfangsgebäudes ein Eisenblech, in das Flugzeuge und Sterne eingeprägt waren.

## Verbände der Luftwaffe

Devau auf dem Ausschnitt eines Meßtischblatts von 1937

Die folgende Tabelle zeigt die vollständige Auflistung aller fliegenden aktiven Einheiten (ohne Schul- und Ergänzungsverbände) der Luftwaffe der Wehrmacht die hier zwischen 1939 und 1945 stationiert waren.
| Von         | Bis         | Einheit                                                      |
| ----------- | ----------- | ------------------------------------------------------------ |
| August 1941 | August 1941 | Kurierstaffel 2                                              |
| April 1943  | April 1943  | Flugbereitschaft Luftgaukdo. I.                              |
| Juli 1943   | März 1944   | Stab/KG 77 (Stab des Kampfgeschwaders 77)                    |
| März 1944   | Juli 1944   | Stab/ZG 26 (Stab des Zerstörergeschwaders 26)                |
| Mai 1944    | Juli 1944   | I./ZG 26 (Stab u. I. Gruppe des Zerstörergeschwaders 26)     |
| März 1944   | Juli 1944   | II./ZG 26 (Stab u. II. Gruppe des Zerstörergeschwaders 26)   |
| März 1944   | Mai 1944    | III./ZG 26 (Stab u. III. Gruppe des Zerstörergeschwaders 26) |

Neben dem Flughafen wurde 2012 mit dem Bau von Wohnhäusern begonnen, obwohl keine behördliche Genehmigung vorlag. Im Generalplan der Stadt Königsberg ist der Flughafen als Sportgelände ausgewiesen, so dass durch die Nähe der Schotter-Startbahn zu den Häusern eine Einstellung des Sportflugbetriebes droht.